# Língua mari das campinas
A língua mari das campinas é um dialeto de mari e, junto com o mari das montanhas, uma das duas normas padrões deste continuum dialetal. Tem status oficial na República de Mari El na parte central da Rússia europeia e é a língua principal da população rural desse estado. Comunidades de falantes de mari também existem em outras regiões russas, incluindo, mas não limitando a, Bascortostão, Tartaristão, Udmúrtia, Nijni Novgorod, Kirov, Sverdlovsk, Oremburgo e Perm.

## Gramática
Tal como o finlandês e outras linguagens urálicas, o mari das campinas possui harmonia vocálica, é uma língua aglutinativa, não apresenta gênero gramatical e não usa artigos.

## Ortografia
O mari é escrito predominantemente com o uso do alfabeto cirílico, mas a versão mari desta escrita tem letras adicionais que não são usadas em russo, ucraniano e outras línguas eslavas.
| А а | Б б | В в | Г г | Д д | Е е | Ё ё | Ж ж |
| З з | И и | Й й | К к | Л л | М м | Н н | Ҥ ҥ |
| О о | Ӧ ӧ | П п | Р р | С с | Т т | У у | Ӱ ӱ |
| Ф ф | Х х | Ц ц | Ч ч | Ш ш | Щ щ | Ъ ъ | Ы ы |
| Ь ь | Э э | Ю ю | Я я |     |     |     |     |